# 国立青岛大学
国立青岛大学是中华民国青岛市在20世纪上半叶存在的一所国立大学，其前身为私立青岛大学，存在时间为1930年到1932年。国立青岛大学现址今中国海洋大学鱼山校区。

## 沿革
1928年，因战乱私立青岛大学和省立山东大学陷入困境。5月，南京国民政府教育部筹办国立山东大学，并组成由何思源、魏宗晋、陈雪南、赵畸、王近信、彭百川、杨亮功、杨振声、杜光埙、傅斯年、孙学悟等11人组成国立山东大学筹备委员会。在筹备过程中，在蔡元培等人综合考量认为“青岛交通便利，环境优胜，设立大学，自较济南为宜”，在其建议下，教育部长蒋梦麟发布教育部指令将国立山东大学筹备委员会改为国立青岛大学筹备委员会。8月，开始在私立青岛大学和省立山东大学的基础上筹建国立青岛大学。1929年6月，蔡元培与蒋梦麟赴青岛参与青岛筹备事宜；8月23日，蔡元培因国立青岛大学经费迟迟未落实，遂致信吴稚晖请其代催经费，表示：“青岛之地势气候，将来必为文化中心点，此大学关系甚大。”然而由于多种原因，国立青岛大学一直未能正式开学，仅在1929年下半年，刊登过启事，招收新生补习班。而阻碍大学及时开办的主要原因便是接收省立山东大学校产、办学经费和校长人选问题。直至1930年3月大学才正式运转；5月，国民政府任命杨振声为校长；8月，在青岛、济南两处招考一年级新生；9月21日，举行开学典礼，校长宣誓就职，国立青岛大学正式成立。1931年12月2日，国立青岛大学学生组织了179人的学生请愿团到南京请愿，要求出兵抗日。1932年6月，国立青岛大学因“学分淘汰制”引发学潮后，杨振声和教务长赵畸成为学生反对的主要对象，在全国产生了重大影响；7月3日，南京政府行政院下令解散国立青岛大学，“听候整理”，“现尚留校学生，应限于三日内一律离校，听候甄别”；当天，国立青大即电告教育部“谓已遵令解散”；7月5日，山东省政府召开政务会议，议决三条，上报行政院：一、国立青岛大学改为国立山东大学，二、旧有文理院仍在青岛，并在济南设农工学院。三、设农工学院时，须与省府磋商办法。9月2日，南京国民政府行政院会议议决，将国立青岛大学更名为国立山东大学；并准杨振声校长辞职，任命赵畸为国立山东大学校长。